# 胡戈·赫尔斯滕
胡戈·赫尔斯滕（丹麥語：Hugo Helsten，1894年9月15日—1978年5月25日），丹麦男子竞技体操运动员。他曾代表丹麦获得1920年夏季奥运会体操比赛男子团体自由式金牌。他于1978年在埃斯比约去世。